# Live at Shanghai Jazz
Live at Shanghai Jazz — концертный альбом британо-американской джазовой пианистки Мэриэн Макпартлэнд, записанный 24 апреля 2001 года в ресторане Shanghai Jazz, Мадисон, Нью-Джерси, при участии басиста Руфуса Рида и барабанщика Джо Морелло. Релиз альбома состоялся 23 июля 2002 года на лейбле Concord Jazz.

## Отзывы критиков
| Оценки критиков                   | Оценки критиков |
| Источник                          | Оценка          |
| --------------------------------- | --------------- |
| AllMusic                          | [ 2 ]           |
| The Encyclopedia of Popular Music | [ 3 ]           |
| The Guardian                      | [ 4 ]           |

В рецензии для AllMusic Джонатан Уидран написал: «Давно известно, что лучший способ насладиться настоящим джазом — в клубе, где можно окунуться в атмосферу и прочувствовать музыку вживую, и такие диски, как этот, подтверждают эту идею». Джон Фордман из The Guardian отметил, что этот сет, хотя и кажется стандартным, трогает до глубины души как с человеческой, так и с музыкальной точки зрения.

## Список композиций
1. «Scratchin’ in the Gravel» — 7:12
2. «For All We Know» — 5:24
3. «Pensativa» — 4:17
4. «You’d Be So Nice to Come Home To» — 5:52
5. «Just Squeeze Me» — 5:16
6. «I Can’t Explain» — 4:38
7. «A Snare and a Delusion» — 3:40
8. «Moon and Sand» — 4:24
9. «Prelude to a Kiss» — 5:23
10. «All the Things You Are» — 6:08
11. «Shanghai Blues» — 5:14
12. «Black Is the Color of My True Love’s Hair» — 3:39

## Участники записи
- Мэриэн Макпартлэнд — фортепиано, продюсер
- Руфус Рид — басс
- Джо Морелло — ударные
- Ник Филлипс — продюсер
- Джон Бёрк — исполнительный продюсер
- Глен Баррос — исполнительный продюсер
- Сет Пресант — сведение, мастеринг

Все данные взяты из примечаний к альбому.